# Orthocarpus cuspidatus
Orthocarpus cuspidatus är en snyltrotsväxtart som beskrevs av Edward Lee Greene. Orthocarpus cuspidatus ingår i släktet Orthocarpus och familjen snyltrotsväxter.

## Underarter
Arten delas in i följande underarter:
- O. c. copelandii
- O. c. cryptanthus
- O. c. cuspidatus